# 欽達
欽達（西班牙語：Chinda），是洪都拉斯的城鎮，位於該國西北部，由聖巴巴拉省負責管轄，始建於1868年10月14日，面積68.40平方公里，海拔高度165米，2001年人口3,969，人口密度每平方公里58.03人。
15°07′N 88°12′W / 15.117°N 88.200°W